# Yıldızeli
Yıldızeli là một huyện thuộc tỉnh Sivas, Thổ Nhĩ Kỳ. Huyện có diện tích 3044 km² và dân số thời điểm năm 2007 là 52710 người, mật độ 17 người/km².